# Hiady
Hiady (Dżdżownice) – duża i jasna gromada otwarta w gwiazdozbiorze Byka, położona 151 lat świetlnych od Ziemi. Zawiera około 300 młodych gwiazd, z których większości nie można dostrzec nieuzbrojonym okiem.
Podobnie jak inne gromady otwarte, Hiady zajmują w przestrzeni dość duży obszar. Jej centralna część rozciąga się na obszar o średnicy 10 lat świetlnych, a pozostałe gwiazdy należącego do tego obiektu znajdują się na powierzchni o średnicy 80 lat świetlnych. O wspólnej przynależności gwiazd świadczy jednakowy ruch w przestrzeni (ok. 43 km/s, w kierunku punktu położonego na wschód od Betelgezy), wskazujący, że wszystkie powstały z jednej mgławicy 600 do 800 milionów lat temu. Z tego samego miejsca pochodzi też prawdopodobnie gromada Messier 44. Najjaśniejszą gwiazdą gromady jest θ2 Tau.

## Lokalizacja
Hiady, wraz z Aldebaranem (który nie należy do gromady), tworzą na niebie charakterystyczną literę V. Można ją łatwo odnaleźć dwukrotnie przedłużając linię łączącą Syriusza i pas Oriona. Ze względu na duże rozmiary gromadę łatwiej obserwować przez lornetkę niż teleskop. 

## Historia
Hiady znane były już w starożytności, wspominali o nich m.in. Homer, Hezjod, Horacy i wielu innych twórców. W mitologii greckiej Hiady były córkami tytana Atlasa i nimfy okeanidy Plejone lub Ajtry oraz przyrodnimi siostrami Plejad. Hiady nazywano „Płaczkami”, ponieważ rozpaczały po tragicznej śmierci brata Hiasa rozszarpanego przez lwa lub dzika, tak bardzo, że bogowie wynieśli je między gwiazdy. Według innego mitu były piastunkami Dionizosa; Zeus przemienił je w gwiazdy, by uchronić je od gniewu Hery.
Gromadę po raz pierwszy skatalogował Giovanni Batista Hodierna w 1654 r. Uwzględniano ją w większości XVII i XVIII-wiecznych atlasów nieba, jednak fizyczne związki pomiędzy gwiazdami Hiad przedstawił dopiero w 1908 roku Lewis Boss.